# Guido Novello da Polenta
 Guido Novello da Polenta, (Ravenne, vers 1275  – v. 1333), est un seigneur et poète italien.

## Biographie
Guido Novello da Polenta  est le neveu de Guido da Polenta chef de file de famille des Da Polenta, nom issu de la frazione Polenta di Bertinoro, près de Forlì dont est issue la famille.
Guido Novello a été podestat de Ravenne de 1316 à 1322 quand il a été évincé par son cousin Ostasio I.
Guido Novello a exercé la fonction de capitano del Popolo à Bologne. Ami d'écrivains et artistes 
il est surtout connu pour avoir donné asile à Dante Alighieri de 1318 à 1321, dans les dernières années de sa vie.
Il a été lui-même auteur de compositions poétiques dont six de courant dolce stil novo nous sont parvenues.

## Sources
- (it) Cet article est partiellement ou en totalité issu de l’article de Wikipédia en italien intitulé « Guido Novello da Polenta » (voir la liste des auteurs).